# Зайковит
Зайкови́т (англ. Zaykovite) — природный минерал родия и селена, химическая формула Rh3Se4. Был найден и описан минералогами Института минералогии УрО РАН (город Миасс Челябинской области, Россия). В 2020 году новый минеральный вид был зарегистрирован Международной минералогической ассоциацией (IMA 2019—084) и назван в честь своего первооткрывателя — доктора геолого-минералогических наук В. В. Зайко́ва (1938—2017).

## История
Минерал был обнаружен В. В. Зайковым (из Института минералогии УрО РАН) в полированном брикете образца породы из Казанской золотоносной россыпи (Брединский район, Челябинская область, Урал Южный, Россия). В результате анализа минерала В. А. Котляровым (ИМин УрО РАН) были выявлены «необычно высокие содержания в нём селена».
Сведения о химическом составе, морфологии, оптических и химических свойствах образца были получены в результате исследований Е. В. Белогуб, В. А. Котлярова, Е. В. Зайковой (ИМин УрО РАН). Структура минерала была изучена методами электронной и рентгеновской дифракции специалистами В. В. Шиловских и С. Н. Бритвиным (Санкт-Петербургский государственный университет), микрозондовый анализ был сделан Л. А. Паутовым (Минералогический музей имени А. Е. Ферсмана).
3 марта 2020 года зайковит в качестве минерального вида был утверждён Комиссией по новым минералам и названиям минералов Международной минералогической ассоциации (IMA) под номером 2019—084.

## Месторождения
Зайковит выявлен в Казанской золотоносной россыпи (Россия, Челябинская область, Брединский район).
Он образует мелкие включения в зёрнах самородной платины.